# قزل تپه
قزل تپه مربوط به دوران‌های تاریخی پس از اسلام است و در شهرستان همدان، بخش شراء، روستای میلاجرد واقع شده و این اثر در تاریخ ۱۱ شهریور ۱۳۸۲ با شمارهٔ ثبت ۹۸۶۶ به‌عنوان یکی از آثار ملی ایران به ثبت رسیده است.